# کلیسای سارگیس مقدس، موخرنس
کلیسای سارگیس مقدس، موخرنس (ارمنی: Մոխրենիս գյուղի Սբ Սարգիս եկեղեցի؛ انگلیسی: Saint Sarkis Armenian Church) یک کلیسا حواری ارمنی واقع در موخرنس جمهوری آرتساخ می‌باشد. ساخت و ساز این ساختمان سده‌های ۱۸–۱۹ میلادی به پایان رسید. این بنا به سبک معماری ارمنی طراحی شده‌است.